# Breezy Johnson
Breanna Noble "Breezy" Johnson (ur. 19 stycznia 1996 w Jackson) – amerykańska narciarka alpejska, dwukrotna mistrzyni świata.

## Kariera
Po raz pierwszy na arenie międzynarodowej pojawiła się 5 grudnia 2011 roku podczas zawodów FIS Race w amerykańskim ośrodku narciarskim Copper Mountain. Zajęła wtedy 10. miejsce w supergigancie. Debiut w Pucharze Świata zanotowała 4 grudnia 2015 roku, kiedy to w Lake Louise zajęła 41. miejsce w zjeździe, zaś pierwsze punkty zdobyła 6 lutego 2016 roku w Garmisch-Partenkirchen plasując się na 28. miejscu także w zjeździe. Pierwszy raz na podium zawodów pucharowych stanęła 18 grudnia 2020 roku w Val d’Isère, kończąc rywalizację w zjeździe na trzeciej pozycji. Wyprzedziły ją tylko Corinne Suter ze Szwajcarii i Włoszka Sofia Goggia.
Na mistrzostwach świata juniorów w Soczi w 2016 roku uplasowała się na 4. miejscu w zjeździe. Startowała w supergigancie i zjeździe na rozgrywanych wa lata później Zimowych Igrzyskach Olimpijskich 2018 w Pjongczangu, zajmując odpowiednio 14. i 7. lokatę. Brała udział w mistrzostwach świata w Saalbach w 2025 roku, gdzie wywalczyła złote medale w zjeździe i kombinacji drużynowej.

## Osiągnięcia

### Igrzyska olimpijskie
| Miejsce | Dzień     | Rok  | Miejscowość | Konkurencja | Czas biegu | Strata | Zwyciężczyni  |
| ------- | --------- | ---- | ----------- | ----------- | ---------- | ------ | ------------- |
| 14.     | 17 lutego | 2018 | Pjongczang  | Supergigant | 1:21,11    | +1,03  | Ester Ledecká |
| 7.      | 21 lutego | 2018 | Pjongczang  | Zjazd       | 1:39,22    | +1,12  | Sofia Goggia  |

### Mistrzostwa świata
| Miejsce | Dzień     | Rok  | Miejscowość        | Konkurencja          | Czas biegu | Strata | Zwyciężczyni       |
| ------- | --------- | ---- | ------------------ | -------------------- | ---------- | ------ | ------------------ |
| 28.     | 7 lutego  | 2017 | Sankt Moritz       | Supergigant          | 1:21,34    | +3,00  | Nicole Schmidhofer |
| DNS1    | 10 lutego | 2017 | Sankt Moritz       | Superkombinacja      | 1:58,88    | -      | Wendy Holdener     |
| 15.     | 12 lutego | 2017 | Sankt Moritz       | Zjazd                | 1:32,85    | +1,64  | Ilka Štuhec        |
| 15.     | 11 lutego | 2021 | Cortina d’Ampezzo  | Supergigant          | 1:25,51    | +1,51  | Lara Gut-Behrami   |
| 9.      | 13 lutego | 2021 | Cortina d’Ampezzo  | Zjazd                | 1:34,27    | +0,90  | Corinne Suter      |
| DNF1    | 15 lutego | 2021 | Cortina d’Ampezzo  | Superkombinacja      | 2:07,22    | -      | Mikaela Shiffrin   |
| DNF1    | 6 lutego  | 2023 | Courchevel/Méribel | Kombinacja           | 1:57,47    | -      | Federica Brignone  |
| 24.     | 8 lutego  | 2023 | Courchevel/Méribel | Supergigant          | 1:28,06    | +2,09  | Marta Bassino      |
| DNF     | 11 lutego | 2023 | Courchevel/Méribel | Zjazd                | 1:28,03    | -      | Jasmine Flury      |
| 19.     | 6 lutego  | 2025 | Saalbach           | Supergigant          | 1:20,47    | +1,73  | Stephanie Venier   |
| 1.      | 6 lutego  | 2025 | Saalbach           | Zjazd                | 1:41,29    | -      | -                  |
| 1.      | 11 lutego | 2025 | Saalbach           | Kombinacja drużynowa | 2:40,89    | -      | -                  |

### Mistrzostwa świata juniorów
| Miejsce | Dzień     | Rok  | Miejscowość | Konkurencja     | Czas biegu | Strata  | Zwyciężczyni        |
| ------- | --------- | ---- | ----------- | --------------- | ---------- | ------- | ------------------- |
| 31.     | 3 marca   | 2014 | Jasná       | Supergigant     | 1:14,71    | +2,15   | Corinne Suter       |
| 51.     | 3 marca   | 2014 | Jasná       | Superkombinacja | 2:11,34    | +9,41   | Elisabeth Kappauer  |
| 15.     | 5 marca   | 2014 | Jasná       | Zjazd           | 1:24,19    | +2,29 s | Corinne Suter       |
| 38.     | 10 marca  | 2015 | Hafjell     | Superkombinacja | 2:08,54    | +7,43   | Rahel Kopp          |
| 27.     | 10 marca  | 2015 | Hafjell     | Supergigant     | 1:23,81    | +2,18   | Federica Sosio      |
| 13.     | 13 marca  | 2015 | Hafjell     | Zjazd           | 1:32,58    | +1,62   | Mina Fürst Holtmann |
| 4.      | 27 lutego | 2016 | Soczi       | Zjazd           | 1:13,95    | +0,43   | Valérie Grenier     |
| DNF1    | 29 lutego | 2016 | Soczi       | Supergigant     | 1:10,48    | -       | Nina Ortlieb        |
| DNF2    | 1 marca   | 2016 | Soczi       | Superkombinacja | 1:59,32    | -       | Aline Danioth       |
| DNF1    | 2 marca   | 2016 | Soczi       | Gigant          | 2:12,39    | -       | Jasmina Suter       |

### Puchar Świata

#### Miejsca w klasyfikacji generalnej
- sezon 2015/2016: 125.
- sezon 2016/2017: 53.
- sezon 2017/2018: 39.
- sezon 2018/2019: -
- sezon 2019/2020: 38.
- sezon 2020/2021: 17.
- sezon 2021/2022: 28.
- sezon 2022/2023: 35.
- sezon 2024/2025: 39.

#### Miejsca na podium w zawodach
1. Val d’Isère – 18 grudnia 2020 (zjazd) – 3. miejsce
2. Val d’Isère – 19 grudnia 2020 (zjazd) – 3. miejsce
3. Sankt Anton – 9 stycznia 2021 (zjazd) – 3. miejsce
4. Crans-Montana – 22 stycznia 2021 (zjazd) – 3. miejsce
5. Lake Louise – 3 grudnia 2021 (zjazd) – 2. miejsce
6. Lake Louise – 4 grudnia 2021 (zjazd) – 2. miejsce
7. Val d’Isère – 18 grudnia 2021 (zjazd) – 2. miejsce
8. Kvitfjell – 28 lutego 2025 (zjazd) – 3. miejsce